# Cynisca rouxae
Cynisca rouxae là một loài bò sát trong họ Amphisbaenidae. Loài này được Hahn mô tả khoa học đầu tiên năm 1979.